# 배위 고분자

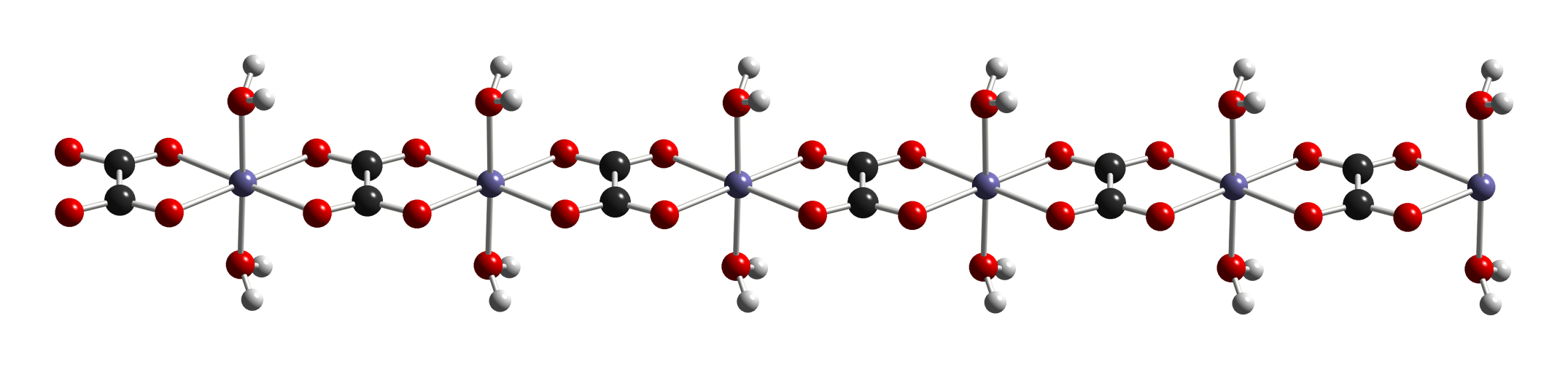

배위 고분자(配位高分子, 영어: coordination polymer)는 리간드의 배위 결합을 통해 형성된 고분자이다. 오늘날는 배위 고분자의 일종인 금속유기골격체(MOFs)가 더 많이 연구되고 있다.